# 格里沙伊
48°16′18″N 36°9′22″E / 48.27167°N 36.15611°E
格里沙伊（烏克蘭語：Гришаї），是烏克蘭的村落，位於該國中部第聶伯羅彼得羅夫斯克州，由瓦西利基夫卡區負責管轄，分別距離利薩巴爾卡2公里、布羅夫基3公里和阿爾捷米夫卡3.5公里，2001年人口356。